# Восточно-европейская финансовая корпорация
Восто́чно-европе́йская фина́нсовая корпора́ция — российский банковский холдинг, существовавший в 2003-2009 годах. Объединял 9 региональных коммерческих банков. Штаб-квартира — в Санкт-Петербурге. Формально зарегистрированное в 2003 году ОАО "ВЕФК" находится в стадии ликвидации с 2013 года.
Все банки корпорации входили в систему страхования вкладов физических лиц. В 2008 году группа ВЕФК обанкротилась, большинство входивших в нее банков были санированы или потеряли лицензию. Исключение составили «Выборг-банк» и «Рускобанк», продолжавшие деятельность до 2016 года.

## История
В 2000 году предприниматель Александр Гительсон возглавил совет директоров питерского банка «Петро-Аэро-Банк». Банк, основанный в 1995 году при участии Гительсона, к 1 апреля 2000 года был небольшим и занимал 402 место в России (18 место в Санкт-Петербурге) с 240,2 млн руб. активов. В 2001 году у банка было восемь отделений в Санкт-Петербурге и один иногородний филиал — в Москве.
В 2001 году в ЗАО «Русский торгово-промышленный банк» сменились собственники, к руководству банка пришли представители «Петро-Аэро-Банка». В июне 2003 года Гительсон стал председателем совета директоров «Инкасбанка», также в 2003 году им был приобретен «Выборг-банк».
В конце 2003 года Александр Гительсон объединил в единую корпорацию ОАО «Восточно-Европейская Финансовая Корпорация» контролируемые им коммерческие банки — ОАО Коммерческий банк «Петро-Аэро-Банк», ОАО «Инкасбанк», ЗАО «Русский торгово-промышленный банк», ОАО «Выборг-банк». С 31 марта 2004 года в корпорацию вошел ОАО «Уральский трастовый банк».

## Состав корпорации
| Наименование банка                      | Местоположение                     | Год вхождения в ВЕФК | Состояние после банкротства группы |
| --------------------------------------- | ---------------------------------- | -------------------- | ---------------------------------- |
| ОАО «Инкасбанк»                         | Санкт-Петербург                    | 2003                 | Лицензия отозвана в 2009 году      |
| ОАО КБ «Петро-Аэро-Банк»                | Санкт-Петербург                    | 2003                 | Лицензия отозвана в 2009 году      |
| ОАО «Русский торгово-промышленный банк» | Всеволожск (Ленинградская область) | 2003                 |                                    |
| ОАО «Выборг-Банк»                       | Выборг (Ленинградская область)     | 2003                 |                                    |
| ОАО «Уральский Трастовый Банк»          | Ижевск                             | 2004                 |                                    |
| ОАО «БАНК ВЕФК»                         | Санкт-Петербург                    | 2006                 | Санация АСВ, смена акционеров      |
| ЗАО «Банк ВЕФК-Урал»                    | Екатеринбург                       | 2006                 | Лицензия отозвана в 2009 году      |
| ЗАО «Банк ВЕФК-Сибирь»                  | Новосибирск                        | 2007                 | Санация АСВ, смена акционеров      |
| Банк ВЕФК Баня Лука                     | Баня-Лука (Босния и Герцеговина)   | 2007                 |                                    |

### ОАО «БАНК ВЕФК» (с 2009 - ОАО «Банк Петровский»)
Основан в 1990 году как коммерческий банк «Петровский». В 2000 году переименован в ОАО «Петровский народный банк», в 2002 году — в «МДМ-Банк Санкт-Петербург». В 2006 году контрольный пакет акций банка был куплен Восточно-Европейской Финансовой Корпорацией, и банк получил название «Банк ВЕФК».
Штаб-квартира — в Санкт-Петербурге.
Генеральная лицензия на осуществление банковских операций Банка России от 27 июля 2006 года № 729.
Размер активов на 1 декабря 2007 года — 47 959 млн руб. (48 место в России).
Размер собственного капитала на 1 декабря 2007 года — 6 611 млн руб. (46 место в России).
Председатель совета директоров банка — Александр Гительсон, председатель правления — Виталий Рябов.
Банк имел 183 отделения в Санкт-Петербурге, а также подразделения в Кингисеппе, Архангельске, Великом Новгороде, Воронеже, Екатеринбурге, Москве, Реутове, Мурманске, Калининграде, Костроме, Нальчике, Нижнем Новгороде, Петрозаводске, Пскове, Ростове-на-Дону, Волгограде, Астрахани и Самаре.
По состоянию на 01.07.2008 чистые активы банка составляли 76 233,9 млн руб. (38-е место в России), собственный капитал - 6 984,9 млн руб. (49-е место).
В 2008 году банк столкнулся с финансовыми сложностями. Функции управления банком были временно переданы Агентству по страхованию вкладов.
В 2009 году Банком России с целью обеспечения капитализации банка утверждены изменения в план участия Агентства в предупреждении банкротства ОАО «Банк ВЕФК», предусматривающие размещение дополнительного выпуска акций банка на сумму 10 млрд.руб., 50 % которого будет приобретено Агентством, и оставшиеся 50 % в равных долях ООО ФК «Открытие» и ОАО «НОМОС-БАНК».
Кроме того, в рамках плана Агентством за счет имущественного взноса Российской Федерации будет предоставлен банку субординированный заем в размере 10 млрд.руб.
Уставный капитал банка будет увеличен после регистрации изменений в учредительные документы банка, связанные с уменьшением уставного капитала до одного рубля.
Указанные мероприятия позволят восстановить капитал банка и обеспечить его полноценное функционирование.
Дальнейшие мероприятия по финансовому оздоровлению банка будут осуществляться Агентством и инвесторами в рамках утверждённого Банком России плана мер.
В 2009 году первоначальное название было возвращено в связи со сменой акционеров и выведением банка из состава ВЕФК.

### ОАО «Инкасбанк»
Основан в 1994 году как АКБ «Анимабанк». В 1998 году объединился с ОАО «Инкасбанк» и получил своё современное название.
Штаб-квартира — в Санкт-Петербурге.
Генеральная лицензия на осуществление банковских операций Банка России от 1 октября 1998 года № 2685. Лицензия отозвана 19 февраля 2009 года.
Размер активов на 1 декабря 2007 года — 11 106 млн руб.
Председатель совета директоров банка — Александр Гительсон, председатель правления — Татьяна Лебедева.
Банк имел подразделения в Выборге и Каменке (Ленинградская область).
Лицензия на осуществление банковских операций отозвана в связи с неисполнением ОАО «ИНКАСБАНК» федеральных законов, регулирующих банковскую деятельность, и нормативных актов Банка России, установлением фактов существенной недостоверности отчетных данных, достаточностью капитала ниже 2 процентов, снижением размера собственных средств (капитала) ниже минимального значения, установленного Банком России на дату государственной регистрации кредитной организации, неспособностью удовлетворить требования кредиторов по денежным обязательствам, а также учитывая неоднократное в течение одного года применение мер, предусмотренных Федеральным законом "О Центральном банке Российской Федерации (Банке России).
Банком проводилась рискованная кредитная политика, которая привела к полной потере капитала и ликвидности. В результате ОАО «ИНКАСБАНК» оказался неспособен своевременно исполнять свои обязательства перед клиентами. При этом кредитная организация представляла в Банк России существенно недостоверную отчетность.
(По данным департамента внешних и общественных связей банка России)

### ОАО КБ «Петро-Аэро-Банк»
Основан в 1995 году.
Штаб-квартира — в Санкт-Петербурге.
Лицензия на осуществление банковских операций со средствами в рублях и иностранной валюте юридических и физических лиц № 3227 от 23 октября 1997 года, отозвана 23 апреля 2009 года.
Размер активов на 1 декабря 2007 года — 10692 млн руб.
Председатель совета директоров банка — Александр Гительсон, президент — Владимир Сывороткин.
Банк имеет 4 отделения в Санкт-Петербурге, а также подразделения в Москве и Реутове.
Лицензия отозвана в связи с неисполнением банками федеральных законов, регулирующих банковскую деятельность, и нормативных актов Банка России.
Петро-Аэро-Банк «неадекватно оценивал кредитные риски и не создавал в надлежащем размере резервы на возможные потери по ссудам и прочим активам», отмечается в сообщении. «Кроме того, банком не соблюдались значения обязательных нормативов, а также систематически представлялась в Банк России существенно недостоверная отчетность»
По данным департамента внешних и общественных связей ЦБ РФ.

### ОАО «Русский торгово-промышленный банк» (ОАО «Рускобанк»)
Зарегистрирован в 1989 году.
Штаб-квартира — во Всеволожске (Ленинградская область).
Генеральная лицензия на осуществление банковских операций Банка России от 18 сентября 2007 года № 138. Отозвана 21.06.2016
директор — Нечаева Людмила Владимировна.
Банк имел 40 офисов в Санкт-Петербурге и Ленинградской области: в Бокситогорске, Волосово, Волхове, Всеволожске, Гатчине, Киришах, Кировске, Коммунаре, Луге, Отрадном, Сиверском, Каменке, Советском, Выборге, Шлиссельбурге, Сясьстрое, Приладожском, Горбунках, Пикалево, Ефимовском, Сланцах, Сосновом Бору, Тихвине и Тосно.
Приказами Банка России у кредитной организации Акционерное общество «Русский торгово-промышленный банк» АО «Рускобанк» с 21 июня 2016 года отозвана лицензия на осуществление банковских операций.

### ОАО «Выборг-Банк»
Основан в 1990 году.
Штаб-квартира — в Выборге (Ленинградская область).
Генеральная лицензия на осуществление банковских операций Банка России от 4 ноября 2002 года № 720.
Председатель правления банка — Алла Тучина.
Банк имел подразделения в Выборге, Рощино, Приморске, Светогорске, Торфяновке, Зеленогорске, Брусничном и Санкт-Петербурге.
Приказом Банка России от 07.09.2016 № ОД-2965 отозвана лицензия на осуществление банковских операций с 7 сентября 2016 года.

### ОАО «Уральский Трастовый Банк»
Основан в 1993 году.
Штаб-квартира — в Ижевске.
Расширенная лицензия Банка России № 2523 от 15 апреля 1997 года.
Размер активов на 1 декабря 2007 года — 12449 млн рублей.
Размер активов на 1 января 2011 года, согласно официальной отчетности банка составила 1220 млн рублей.
ОАО «УРАЛЬСКИЙ ТРАСТОВЫЙ БАНК» является расчетным банком и Процессинговым центром платежной системы ИЖКАРД, которая на 1 января 2011 года включала в себя ещё два банка-участника: ОАО «Ижкомбанк» и ОАО «Удмуртинвестстройбанк».
Приказом Банка России от 31.05.2012 № ОД-391 у банка отозвана лицензия на осуществление банковских операций с 31 мая 2012 года.

### ЗАО «Банк ВЕФК-Урал»
Основан в 1992 году как «Урало-Сибирский банк социального развития» («Уралсибсоцбанк»). В 1998 году преобразован в ЗАО «Урало–Сибирский банк социального развития». В 2002 году переименован в «МДМ–Банк–Урал».
В конце 2006 года Восточно-Европейская финансовая корпорация официально объявила о покупке 100% акций ЗАО «МДМ-банк Урал». В 2007 году переименован в ЗАО «Банк ВЕФК – Урал».
Штаб-квартира — в Екатеринбурге.
Лицензия на осуществление банковских операций со средствами физических лиц в рублях и иностранной валюте № 2223 от 24 мая 2007 года.
Лицензия на осуществление банковских операций отозвана в связи с неспособностью ЗАО «Банк ВЕФК-Урал» удовлетворить требования кредиторов по денежным обязательствам. В связи с потерей ликвидности ЗАО «Банк ВЕФК-Урал» не обеспечивал своевременное осуществление расчетов по счетам клиентов. Руководители и акционеры банка не смогли восстановить его финансовое положение и устранить основания, обязывающие Банк России отозвать у кредитной организации лицензию на осуществление банковских операций. (По данным Департамента внешних и общественных связей Банка России)
Лицензия отозвана 19 февраля 2009 года.
По состоянию на 19.02.2009 года обязательства банка перед кредиторами составили 1 190 млн руб., в том числе перед ФГУП «Почта России» 956 млн руб. Деньги на счет «Почты России» были переведены в банк в декабре 2008 - январе 2009 года свердловским отделением Пенсионного фонда России с целью выплаты пенсий свердловчанам. По делу о «пропавшем миллиарде» пенсионных денег наказание понес бывший тогда руководителем областного отделения Пенсионного фонда Сергей Дубинкин, осужденный за взятки и превышение должностных полномочий на 10 лет колонии.

### ЗАО «Банк ВЕФК-Сибирь»
Основан в 1992 году как ЗАО «Новосибирсквнешторгбанк». В сентябре 2007 года контрольный пакет акций был продан, и в мае 2008 года банк был переименован в ЗАО «Банк ВЕФК-Сибирь».
Штаб-квартира — в Новосибирске.
Генеральная лицензия на осуществление банковских операций Банка России от 10 февраля 2003 года № 410.
С апреля 2009 года банк санируется Агентством по Страхованию Вкладов, уставный капитал банка уменьшен до 1 рубля, домэмиссию акций полностью выкупит на себя ОАО «НОМОС-БАНК»
В настоящее время носит название «НОМОС Банк СИБИРЬ», имеет 8 отделений в г. Новосибирске. https://web.archive.org/web/20130820080131/http://www.nomos-sibir.ru/

### Банк ВЕФК Баня Лука
Основан в 2007 году.
Штаб-квартира — в городе Баня-Лука (Босния и Герцеговина).

## Внебанковские активы
Сообщалось, что внебанковские активы ВЕФК контролировались семью основными офшорами:
- Компания Avuar Ltd владела складским комплексом в Москве, общая стоимость её активов оценивалась в 560 миллионов рублей[12].
- BTI Communications Ltd, хотя и уже не управлялся самим Гительсоном непосредственно (её директором в 2007 году числилась Галина Антонова[13], а сам Гительсон заявлял, что все заработанное им на Кипре «сейчас здесь, в Петербурге»[14]), управляла промышленными активами ВЕФК, в их число входили: «НИИ судового машиностроения», «Псковский завод АТС», НИИ «Кром», ОАО «Пролетарский завод» и «Моршанскхиммаш». Оборот этого сектора в 2008 году составлял 3,5 миллиарда рублей, выручка — 1,1 миллиарда[12][15]. Сообщалось, что в России эта компания была представлена ООО «Александровские заводы» и ООО «Энергетическая корпорация»[16].
- Logotech Ltd занимался управлением транспортно-логистическим комплексом с общим оборотом в 1,7 миллиарда рублей[12].
- North Sea Engineering Ltd отвечала за девелоперские проекты корпорации, ими были коттеджные поселки в Удмуртии и Ленинградской области[12].
- Prada Ltd принадлежали торговые и офисные площади, в частности торговые комплексы «Промоптторг» и деловые центры компании «Коммерческая недвижимость». Оборот этого офшора составлял 2,2 миллиарда рублей[12]. Сообщалось также, что ВЕФК кредитовала стройки в индийском Нью-Дели[17].
- Westa Ltd контролировала энергетические активы: в неё входило нефтяное месторождение в Тюменской области, газовое месторождение в Астраханской области, а также нефтебаза и сеть газозаправочных станций в районе Санкт-Петербурга[12], планировалось также строительство НПЗ[18]. Оборот группы оценивался в 1,7 миллиарда рублей[12]. В 2010 году выяснилось, что в России от лица офшора действовала компания ООО «Южнефтегаз», занимавшаяся геологоразведкой в Калмыкии[19].
- Все эти офшоры были объединены холдинговой компанией VEFK Holding Ltd[12]. По состоянию на 2007 году общая сумма активов под контролем холдинга составляла 65 миллиардов рублей[20].